# Décembre 1845
Cette page présente les faits marquants du mois de décembre 1845.

## Événements
- Création d’une Société des étudiants de Paris, qui regroupe les futurs animateurs du mouvement national roumain.

- 1er décembre, France : article de Gobineau dans la Revue Nouvelle : « Des agitations actuelles de l'Allemagne ».

- 9 décembre, Paris : consécration de l'église de la Madeleine.

- 11 décembre :
  - Lord Harding déclare la guerre aux Sikhs du Pendjab, qui déposent les armes en février 1846.
  - Crise suisse du Sonderbund (1845-1847). Les cantons catholiques (Schwyz, Uri, Unterwald, Lucerne, Zoug, Fribourg, Valais) forment une ligue séparatiste pour s’opposer aux mesures anticléricales des radicaux.

- 13 décembre, France : traité sur les tarifs mutuels à la place de l'Union douanière.

- 15 décembre, France : La Revue Nouvelle publie d'Hercule de Serre un article sur la « Politique de l'Union douanière allemande ».

- 17 décembre, France :
  - Ordonnance du Roi portant autorisation de la Compagnie du chemin de fer de Paris à Strasbourg.
  - Ordonnance du Roi portant autorisation de la Compagnie du chemin de fer de Tours à Nantes.

- 27 décembre :
  - Première anesthésie générale à l’éther aux États-Unis.
  - France : ouverture de la session parlementaire de 1846.

- 29 décembre :
  - France : ordonnance du Roi approuvant l'adjudication de la concession du chemin de fer de Creil à Saint-Quentin aux concessionnaires de la Compagnie du chemin de fer du Nord.
  - Le Texas devient le vingt-huitième État de l'Union américaine. Début de la guerre américano-mexicaine (fin en 1848).

## Naissances
- 2 décembre : Évariste Carpentier, peintre belge († 12 septembre 1922)
- 19 décembre : Henri Joseph Anastase Perrotin (mort en 1904), astronome français.
- 24 décembre : Fernand Cormon (Fernand Anne Piestre), peintre et naturaliste français († 1924).
- 27 décembre : Raffaele Faccioli, peintre italien († 2 juin 1916)
- 31 décembre : Eugene William Oates (mort en 1911), naturaliste britannique.

## Décès
- 16 décembre : Victor-Amand Chambellan, peintre français (o 1810).